# Середньофонтанська вулиця
Середньофонтанська вулиця — вулиця в Одесі, в історичній частині міста, пролягає від Привокзальної площі до Середньофонтанської площі. В початковій своїй частині є однією із меж площі Куликово поле, проходить паралельно залізничній колії станції Одеса-Головна.

## Історія
Назву вулиця отримала від місцевості Середній Фонтан, куди Середньофонтанська дорога, вела з центральної частини міста.
Вулиця знаходилась на околиці і мала промисловий характер, тут були розташовані лакофарбові виробництва Карла Берга (наприкінці XIX століття — «Одеське товариство фабричного виробництва фарб і лаків») і Захарко і Целінського, типолітографія Плющеєва, цегельний завод Бланка, деревообробний завод Рондо, кондитерська фабрика Дурьяна, завод сільськогосподарських машин Шеля, виробництво халви Діамандіді, вино-горілчане виробництво Енгеля (згодом «Французьке анонімне товариство пробкової мануфактури»), завод пляшкового дроту Прігніца. У 1906 році Лев і Яків Крахмальникови, спадкові кондитери, засновники одеської «Карамельно-пряникової фабрики», розширили виробництво і перевели його в нові кондитерські цехи на вулиці Середньофонтанській, навпроти Чумної гори. У 1918 році фабрика була націоналізована й перейменована на «Першу державну кондитерську фабрику», а 1922 року їй присвоєно ім'я Рози Люксембург. Перед німецько-радянською війною на Одеській кондитерській фабриці працював Петро Тихонович Таран (1919—1943) — командир відділення 26-го стрілецького полку 1-ї окремої дивізії Військ Народного комісаріату внутрішніх справ СРСР 56-ї армії Північно-Кавказького фронту, сержант, Герой Радянського Союзу (1943).

## Пам'ятки

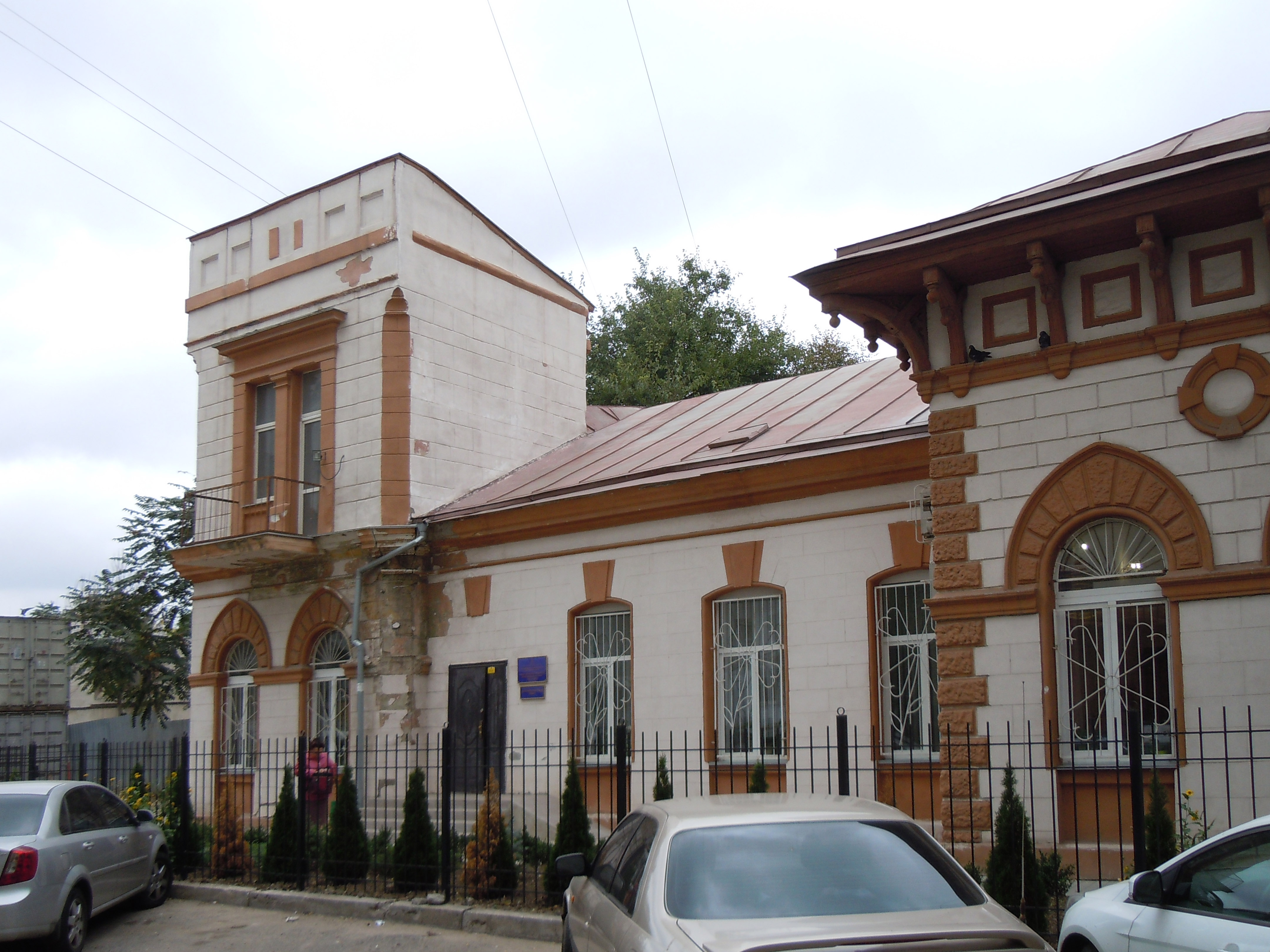
Середньофонтанська вулиця, 30б

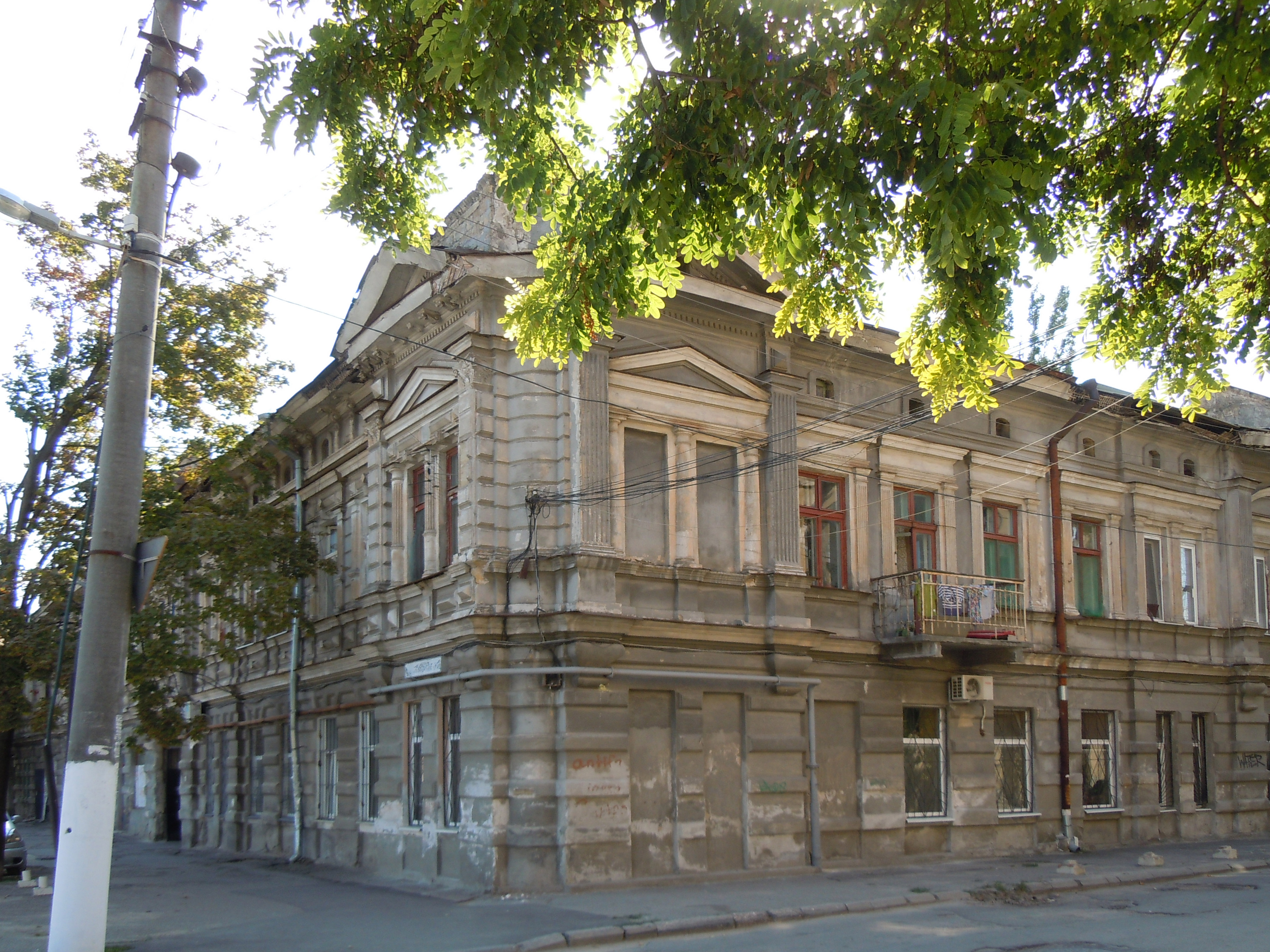
Середньофонтанська вулиця, 12

Пам'ятник Петрові Тарану (1979, скульптор Т. Г. Судьїна, архітектор Б. Давидович).